# Eriphus clarkei
Eriphus clarkei là một loài bọ cánh cứng trong họ Cerambycidae.